# 哈马马特湾

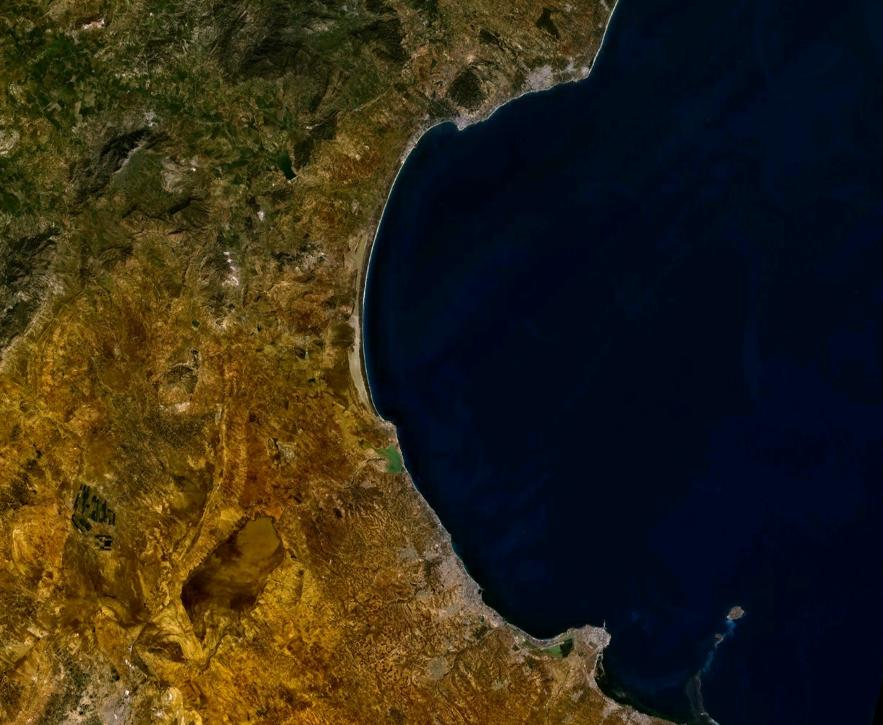
哈马马特湾卫星图。

哈马马特湾（阿拉伯語：خليج الحمامات）是地中海南部，突尼斯东北岸的一个海湾。北部隔着卡本半岛与突尼斯湾相望。哈马马特湾沿岸城市纳布勒、哈马马特、苏塞等都是著名的旅游胜地。